# Pizzicato Five
Pizzicato Five (conocidos también por sus iniciales P5, en japonés ピチカート・ファイヴ) fue un grupo japonés de pop, conocido sobre todo por el dúo de Maki Nomiya y Yasuharu Konishi. Sus canciones eclécticas y alegres se inspiran en los años 1960 y 1970. Estuvieron en activo 16 años y se disolvieron en marzo de 2001.

## Años 1980
El grupo nació en 1984 de la mano de Konishi y Keitarō Takanami, Akira Kamonomiya, Mamiko Sasaki y Shigeo Miyata, este último dejó el grupo casi tan pronto como se integró, pero los demás se quedaron y conservaron el nombre Pizzicato Five. Su primer disco "Audrey Hepburn Complex" salió en 1985 gracias a la CBS Sony. En 1987 sacaron un disco, Couples, que no tuvo mucho éxito comercial y la compañía discográfica presionó para que cambiasen de vocalista. Kamonomiya y Sasaki abandonaron el grupo y Takao Tajima y la nueva vocalista publicaron Belissima! en 1988. Los dos álbumes posteriores On Her Majesty's Request (1989) y Soft Landing On The Moon (1990), no tuvieron mucho éxito comercial.

## Años 1990
En 1991, Pizzicato Five firmó con Japan Columbia/Seven Gods (ahora Triad Records). Takao Tajima se unió a su banda "Original Love" y Maki Nomiya se unió como la tercera vocalista y editaron This Year's Girl que contiene dos de sus canciones más famosas: "Twiggy Twiggy" y "Baby Love Child". En 1992, hubo un nuevo cambio de dirección con Sweet Pizzicato Five y la banda empezó a hacerse archiconocida porque incluían sus canciones en anuncios y series de televisión, el sencillo "Sweet Soul Revue", fue un hit en 1993 por Kanebo Cosmetic. En junio de ese año sacaron Bossa Nova 2001 producido por Cornelius, y que llegó al número siete de ventas el sencillo 7pm in Tokyo (東京は夜の七時 tōkyō wa yoru no shichiji?) (más tarde conocido como The Night Is Still Young fuera de Japón) se convirtió en otro hit y se usó en el programa Ugo Ugo Lhuga.
A su debut en Estados Unidos con Five By Five (Matador Records) le siguió un disco recopilatorio de sus tres últimos álbumes en Japón que llegó a vender más de 200.000 copias en todo el mundo. 
Poco después del lanzamiento de su siguiente álbum Overdose, Keitarō Takanami dejó la banda y se quedaron solo Konishi y Nomiya. En febrero de 1995, esta pareja realizó una gira con 14 paradas por Europa y Norteamérica. En octubre de 1995, sacaron otra recopilación, The Sound of Music.
En 1996 sacaron Romantique 96 (con singles como Baby Portable Rock) y en 1997 con una nueva discográfica Happy End of the World, ambos a la vez en Japón y el resto del mundo. 
En 1998, sacaron The International Playboy & Playgirl Record en Japón, renombrado un año después en el resto del mundo "Playboy & Playgirl". En 1999, el álbum homónimo, Pizzicato Five.

## 2000 y después
Matador Records sacó Pizzicato Five como The Fifth Release From Matador y una serie de modificaciones. En 2001, sacaron su último álbum en Japón Çà et là du Japón y anunciaron su disolución tras varios conciertos donde incluyeron antiguos miembros. Se editaron más tarde "Big Hits and Jet Lags" albums - Pizzicato Five R.I.P. (1998-2001) and Singles (1993-2001).

## Discografía
- Audrey Hepburn Complex (1985)
- Pizzicato Five in Action (1986)
- Pizzicatomania! (1986)
- couples (1987)
- Bellissima! (1988)
- On Her Majesty's Request (女王陛下のピチカート・ファイヴ joōheika no Pizzicato Five?) (1989)
- Soft Landing On The Moon (月面軟着陸 getsumen nanchakuriku?) (1990)
- Hi Guys! Let Me Teach You (1991)
- This Year's Girl (女性上位時代 josei jōi jidai?) (1991, reeditado en 2000)
- Sweet Pizzicato Five (1992)
- Bossa Nova 2001 (1993)
- Instant Replay (álbum en directo, 1993)
- Expo 2001 (remezclado, 1993)
- MADE in USA (recopilación para EE. UU., 1994)
- Overdose (1994)
- a television's workshop e.p. (1994)
- Romantique 96 (1995)
- a quiet couple (1995)
- Unzipped EP, con "Happy Sad (are you feeling good or feeling bad?)"
- the sound of music (recopilación para EE. UU., 1995)
- Pizzicato Five TYO: Big Hits and Jet Lags 1991-1995 (recopilación, 1995)
- By Her Majesty's Request (relanzamiento, 1995)
- great white wonder (1996)
- antique 96 (recopilación de material antiguo, 1996)
- combinaison SPACIALE (宇宙組曲?) (remix ep, 1997, also US)
- Mon Amour Tokyo (single para el Reino Unido) (1997)
- sister FREEDOM tapes (フリーダムのピチカート・ファイヴ freedom no Pizzicato Five?) (1997, also US)
- HAPPY END OF THE WORLD (1997)
- HAPPY END OF YOU (Álbum de remezclas para EE. UU., 1998)
- Pizzicato Five JPN: Big Hits and Jet Lags 1994-1997 (recopilatorio, 1997)
- the international playboy & playgirl record (1998)
- playboy & playgirl (Versión de the international playboy & playgirl record, 1999)
- PIZZICATO FIVE (1999)
- Nonstop To Tokyo EP (1999)
- the fifth release from MATADOR (Versión de EE. UU. de PIZZICATO FIVE, 2000)
- PIZZICATO FIVE in the BAG (vinilo, 2000)
- PIZZICATO FIVE REMIXES 2000 (álbum de remezclas, 2000)
- Çà et là du Japon (さ・え・ら ジャポン?) (2001)
- Pizzicato Five R.I.P.: Big Hits and Jet Lags 1998-2000 (recopilatorio, 2001)
- "singles" (colección de singles, 2001)
- In the Mix (2002)
- THE BAND OF 20TH CENTURY: Sony Music Years 1986-1990 (recopilación de material antiguo, 2004)

## Miembros
- Yasuharu Konishi (小西康陽). El único fundador en quedarse hasta el final. Letrista, bajo, teclados y cantante.
- Keitarō Takanami (高浪慶太郎 más tarde 高浪敬太郎 Keitarō Takanami, también "K-taro"). Guitarra y voz.
- Mamiko Sasaki (佐々木麻美子). Cantante principal hasta 1987.
- Akira Kamonomiya (鴨宮諒). Teclados.
- Takao Tajima (田島貴男). Cantante principal 1987-1990.
- Maki Nomiya (野宮真貴). Cantante principal desde 1990.

## Apariciones en otros medios
- La canción "Baby Love Child" salió en un episodio de Futurama, "Leela's Homeworld".
- La canción "Sweet Soul Revue" salía al final de la película de Pauly Shore Jury Duty.
- La canción "à tokyo" se usó en una película de Austin Powers, Goldmember.
- La canción "Happy Sad" se usó en Unzipped de Isaac Mizrahi.
- La canción "Happy Sad" también se usó en 1995 en un anuncio de El Corte Inglés.
- La canción "Groovy Is My Name" se usó en "The Doom Generation" de Gregg Araki.
- La canción "Nata di Marzo" se usó en la BSO de The Kids in the Hall, Brain Candy.
- La canción "Twiggy vs. James Bond" se usó en Prêt à Porter y Charlie's Angels.
- La canción "The world's spinning at 45 R.P.M" se usó como canción de cierre en el programa "Narda en Japón", una serie del canal "El Gourmet" y protagonizado por la cocinera Narda Lepes.
- Maki Nomiya canta "Baby Universe" en el videojuego We ♥ Katamari
- "Message Song" en el programa Minna no Uta de NHK en 1996.
- La canción "Twiggy vs. James Bond" fue usada como tema de apertura en el programa de TV chileno "Bakania" en los noventa.
- La canción "Baby portable rock" se usó en un anuncio del Nissan Mistral.
- La canción "Number 5" ha sido la cabecera de varios programas de la radio española.
- La canción "20th Century Girl" se usó en el episodio 7x02 de Gilmore Girls.